# Campeonato Asiático de Judo de 2016
El XXVI Campeonato Asiático de Judo se celebró en Taskent (Uzbekistán) entre el 15 y el 16 de abril de 2016 bajo la organización de la Unión Asiática de Judo.
En total se disputaron catorce pruebas diferentes, siete masculinas y siete femeninas.

## Resultados

### Masculino
| Evento  | Oro                                | Plata                         | Bronce                                                              |
| ------- | ---------------------------------- | ----------------------------- | ------------------------------------------------------------------- |
| –60 kg  | Yeldos Smetov · Kazajistán         | Diyorbek Urozboyev Uzbekistán | Yuma Oshima Japón Tsend-Ochiryn Tsogtbaatar Mongolia                |
| –66 kg  | Altansuj Dovdon Mongolia           | Alireza Joyasteh Irán         | Davaadorjiin Tömörjüleg · Mongolia · Yeldos Zhumakanov · Kazajistán |
| –73 kg  | Soichi Hashimoto Japón             | Didar Jamza · Kazajistán      | Mirali Sharipov Uzbekistán Sun Shuai China                          |
| –81 kg  | Nyamsürenguiin Dagvasüren Mongolia | Nacif Elias Líbano            | Aziz Kalkamanuly · Kazajistán · Saeid Molaei · Irán                 |
| –90 kg  | Komronshoj Ustopiriyon Tayikistán  | Yusuke Kobayashi Japón        | Ibrahim Jalaf Jordania Cheng Xunzhao China                          |
| –100 kg | Naidanguiin Tüvshinbayar Mongolia  | Soyib Kurbonov Uzbekistán     | Ramziddin Sayidov · Uzbekistán · Maksim Rákov · Kazajistán          |
| +100 kg | Kokoro Kageura Japón               | Abdullo Tangriyev Uzbekistán  | Iurii Krakovetskii · Kirguistán · Yerzhan Shynkeyev · Kazajistán    |

### Femenino
| Evento | Oro                                   | Plata                          | Bronce                                                           |
| ------ | ------------------------------------- | ------------------------------ | ---------------------------------------------------------------- |
| –48 kg | Galbadrajyn Otgontsetseg · Kazajistán | Mönjbatyn Urantsetseg Mongolia | Funa Tonaki Japón Kim Sol-Mi Corea del Norte                     |
| –52 kg | Ai Shishime Japón                     | Ma Yingnan China               | Gulbadam Babamuratova Turkmenistán Mönjbaataryn Bundmaa Mongolia |
| –57 kg | Dorzhsürenguiin Sumiyaa Mongolia      | Kim Jan-Di Corea del Sur       | Lien Chen-Ling China Taipéi Anzu Yamamoto Japón                  |
| –63 kg | Marian Urdabayeva · Kazajistán        | Megumi Tsugane Japón           | Tsend-Ayuushiin Tserennadmid Mongolia Yang Junxia China          |
| –70 kg | Yoko Ono Japón                        | Kim Seong-Yeon Corea del Sur   | Gulnoza Matniyazova Uzbekistán Zhou Chao China                   |
| –78 kg | Zhang Zhehui China                    | Rika Takayama Japón            | Sol Kyong Corea del Norte Pürevjargalyn Ljamdegd Mongolia        |
| +78 kg | Kim Min-Jeong Corea del Sur           | Gulzhan Isanova · Kazajistán   | Javzmaa Odjüü Mongolia Manami Inoue Japón                        |

## Medallero
| Núm. | País            | Oro | Plata | Bronce | Total |
| ---- | --------------- | --- | ----- | ------ | ----- |
| 1    | Japón           | 4   | 3     | 4      | 11    |
| 2    | Mongolia        | 4   | 1     | 6      | 11    |
| 3    | Kazajistán      | 3   | 2     | 4      | 9     |
| 4    | Corea del Sur   | 1   | 2     | 0      | 3     |
| 5    | China           | 1   | 1     | 4      | 6     |
| 6    | Tayikistán      | 1   | 0     | 0      | 1     |
| 7    | Uzbekistán      | 0   | 3     | 3      | 6     |
| 8    | Irán            | 0   | 1     | 1      | 2     |
| 9    | Líbano          | 0   | 1     | 0      | 1     |
| 10   | Corea del Norte | 0   | 0     | 2      | 2     |
| 11   | China Taipéi    | 0   | 0     | 1      | 1     |
| 11   | Jordania        | 0   | 0     | 1      | 1     |
| 11   | Kirguistán      | 0   | 0     | 1      | 1     |
| 11   | Turkmenistán    | 0   | 0     | 1      | 1     |
|      | TOTAL           | 14  | 14    | 28     | 56    |